# Antal Szalay
Antal Szalay (né le 12 mars 1912 en Autriche-Hongrie et mort en 1960) était un joueur de football international et entraîneur hongrois, qui évoluait au milieu de terrain.

## Biographie

### Joueur
Entre 1930 et 1940, il évolue dans le club de l'Újpest Football Club.
Il joue également 24 matchs de 1924 à 1939 avec la Hongrie et joue aux deux coupes du monde de 1934 en Italie et 1938 en France.

### Entraîneur
Après sa retraite de joueur, il entraîne en Roumanie les clubs de l'UT Arad à partir de 1945 et le FC Craiova. Il part ensuite en Italie pour s'occuper de l'US Carrarese et de l'US Pro Patria. Il va ensuite en Australie et prend les rênes du St. George Budapest.